# Hipertermofil
Hipertermofil – ekstremalny termofil, którego optimum wzrostu występuje w środowiskach o temperaturze przekraczającej 80 °C. Większość hipertermofili należy do Archea, i jest ścisłymi beztlenowcami. Mikroorganizmy te występują na przykład w okolicach podmorskich kominów hydrotermalnych. Pyrolobus fumarii potrafi się rozmnażać przy temperaturze 113 °C, a optymalną dla niego temperaturą jest 105 °C. Poniżej 90 °C przestaje rosnąć. Dotychczasowym rekordzistą pod względem temperatury wzrostu jest jednokomórkowy mikroorganizm określony nazwą szczep 121.